# Žitorađe
Žitorađe (cyr. Житорађе) – wieś w Serbii, w okręgu pczyńskim, w gminie Vladičin Han. W 2011 roku liczyła 1408 mieszkańców.